# Акация Бейли
Ака́ция Бейли (лат. Acacia baileyana) — вид деревьев из рода Акация (Acacia) семейства Бобовые (Fabaceae).
Акация Бейли названа в честь Фредерика Мэнсона Бейли, австралийского ботаника. Местное название — Cootamundra Wattle.

## Распространение и экология
В природе ареал вида охватывает Новый Южный Уэльс. Натурализовалось на остальной территории Австралии, в Новой Зеландии, Африке и тропических районах Северной Америки.
Растение имеет хорошую приспособляемость и легко выращивается. Однако оно имеет высокую способность натурализовываться в окружающей среде, образуя гибриды с другими видами акации. Например, с акацией пушистой (лат. Acacia pubescens), которая является редким видом.
Растёт быстро — в первый год достигает высоты свыше 1 м, на второй — 3 м, на третий — 5 м, при диаметре 5—7 см у комля и 3—4 см на высоте 1 м.
|                                     |  |  |  |
| цветы, листья и семена акации Бейли |  |  |  |

## Ботаническое описание
Дерево среднего размера с шатровидной, в старости зонтиковидной кроной и стволом, достигающим до 55 см в диаметре. Кора на стволах тёмно-коричневая, слабо трещиноватая, с серебристым налётом. Ветви в сечении округлые, слабо ребристые, в молодом возрасте зелёные с сизым налётом.
Листья дважды парноперистые, длиной 2,5—5 см, сизые или серебристо-зелёные, из 2—4 пар ветвей опушённого стержня; каждая ветвь несет 6—20 пар узко ланцетных, закруглённых на верхушке, сидячих листочков, длиной 4—6 (до 10) мм, шириной 1 мм, сизо- или серебристо-зелёных, слабо опушённых.
Цветки со слабым приятным ароматом, в лимонно-жёлтых головках диаметром 4—6 мм, собранных по 10—12 (до 20) штук в пазушные кисти; в головках 2—3 обоеполых цветка, из которых завязывают плоды обычно один, реже два цветка, остальные — тычиночные; прицветники при основании головок ромбические или неправильно яйцевидные, несколько опушённые. Чашечка полусферическая; чашелистики туповатые, светло-коричневые, опушённые снаружи, с бледной верхушкой и несколькими острыми волосками на ней; венчик колокольчатый, желтоватый, глубоко рассечённый с удлиненно яйцевидными, завороченными внутрь лепестками. Тычинки светло-лимонно-жёлтые; завязь яйцевидная, голая; столбик нитевидный, сильно выступающий над тычинками.
Бобы плоские, несколько выпуклые над семенами, длиной 3—10 см, шириной 1—1,2 см, каштаново-бурые снаружи и грязно-белые внутри. Семена удлиненно-яйцевидные, длиной 5—7 мм, шириной 2—3 мм, толщиной 1,5 мм, чёрные; семяножка клювовидная, белая.
Цветёт с января по апрель. Плодоносит в августе.

## Значение и применение
Разводят как декоративное растение. В Европе используется в индустрии срезанных цветов.
Также является важным медоносом.
Содержит в листьях 10,4 % таннидов при 15,7 % нетаннидов. При химическом анализе Acacia baileyana было найдено содержание алкалоидов менее 0,02 %.

## Таксономия
Вид Акация Бейли входит в род Акация (Acacia) трибы Acacieae подсемейства Мимозовые (Mimosoideae) семейства Бобовые (Fabaceae) порядка Бобовоцветные (Fabales).
|  |                                      |  |                                                             |                                                             |                   |  | ещё 3 семейства (согласно Системе APG II) | ещё 3 семейства (согласно Системе APG II)    |                                              |  |  |  | ещё около 80 родов   | ещё около 80 родов |  |  |
|  |                                      |  |                                                             |                                                             |                   |  | ещё 3 семейства (согласно Системе APG II) | ещё 3 семейства (согласно Системе APG II)    |                                              |  |  |  | ещё около 80 родов   | ещё около 80 родов |  |  |
|  |                                      |  |                                                             | порядок Бобовоцветные                                       |                   |  |                                           |                                              | подсемейство Мимозовые                       |  |  |  |                      | вид Акация Бейли   |  |  |
|  |                                      |  |                                                             | порядок Бобовоцветные                                       |                   |  |                                           |                                              | подсемейство Мимозовые                       |  |  |  |                      | вид Акация Бейли   |  |  |
|  | отдел Цветковые, или Покрытосеменные |  |                                                             |                                                             | семейство Бобовые |  |                                           |                                              | род Акация                                   |  |  |  |                      |                    |  |  |
|  | отдел Цветковые, или Покрытосеменные |  |                                                             |                                                             |                   |  |                                           |                                              |                                              |  |  |  |                      |                    |  |  |
|  |                                      |  | ещё 44 порядка цветковых растений (согласно Системе APG II) | ещё 44 порядка цветковых растений (согласно Системе APG II) |                   |  |                                           | ещё 2 подсемейства (согласно Системе APG II) | ещё 2 подсемейства (согласно Системе APG II) |  |  |  | ещё около 1300 видов |                    |  |  |
|  |                                      |  |                                                             | ещё 44 порядка цветковых растений (согласно Системе APG II) |                   |  |                                           |                                              | ещё 2 подсемейства (согласно Системе APG II) |  |  |  |                      |                    |  |  |